# Terra Indígena Menkragnoti
Terra Indígena Menkragnoti é uma Terra Indígena de 4 914 255 hectares criada em 1994 abrangendo parte do estado do Pará (municípios de Altamira e São Félix do Xingu) e Mato Grosso (municípios de Matupá e Peixoto de Azevedo), Brasil.
Segundo dados recentes da FUNASA viviam nesta Terra Indígena, em 2010, 984 índios Kayapó e mais um número indefinido de índios isolados, provavelmente Mengra Mrari.
A Terra Indígena foi criada após décadas de lutas e negociações que envolveram diversas pessoas como o cacique Raoni, seu sobrinho Megaron Txucarramãe e o cantor Sting.
Esta Terra Indígena está dentro da bacia hidrográfica do Rio Xingu e faz divisa com várias Terras Indígenas e Unidades de Conservação: Terra Indígena Kayapó, Terra Indígena Badjonkore, Terra Indígena Panará, Terra Indígena Baú, Reserva Biológica Nascentes da Serra do Cachimbo, Floresta Estadual de Iriri, Estação Ecológica Terra do Meio, Área de Proteção Ambiental Triunfo do Xingu.